# Rezerwat społeczny Karsiborska Kępa
Społeczny rezerwat Karsiborska Kępa – obszar poddany ochronie przez Ogólnopolskie Towarzystwo Ochrony Ptaków na wyspie Karsiborska Kępa w roku 1993, wraz z przyległą do niej wysepką Bielawka i dwiema innymi wysepkami. Powołany do ochrony stanowisk lęgowych biegusa zmiennego z podgatunku schinzii i wodniczki. Nie jest objęty formalną formą ochrony na podstawie przepisów ustawy o ochronie przyrody. Wchodzące w skład rezerwatu wyspy są jednocześnie częścią ostoi ptaków IBA (Important Bird Area) o nazwie „Delta Świny”, a także obszaru specjalnej ochrony ptaków Natura 2000 „Delta Świny”.
Jest pierwszym rezerwatem w Polsce powołanym przez organizację pozarządową, a jego celem jest ochrona zróżnicowanej fauny ptaków występujących na tym terenie. Obejmuje powierzchnię 197,52 ha, w tym 177,6 ha należących do Towarzystwa i 19,92 ha dzierżawionych od Skarbu Państwa. Teren rezerwat zajmują podmokłe łąki, które są lęgowiskiem ptaków siewkowatych i jednym z trzech najcenniejszych obszarów występowania wodniczki. Na łąkach zarastających niską trzciną gnieździ się do kilku procent światowej populacji tego rzadkiego ptaka. Na terenie ostoi występują też inne rzadkie gatunki: bielik, kania rdzawa, błotniak łąkowy, derkacz, batalion – gatunki zaliczane do wymierających w skali świata. Ogółem ponad 140 rzadkich gatunków ptaków, które można obserwować o każdej porze roku z istniejącej na terenie rezerwatu wieży widokowej i specjalnego ukrycia do ich obserwacji.
Karsiborska Kępa jest również miejscem występowania unikatowej roślinności solniskowej. Wśród występujących tu halofitów znajduje się m.in. babka pierzasta (Plantago coronopus) (jedno z dwóch stanowisk w Polsce), mlecznik nadmorski (Glaux maritima), świbka morska (Triglochin maritima).
W ramach działań ochronnych na wyspie prowadzi się ekstensywny wypas bydła i koni oraz wykaszanie trzciny.

## Zdjęcia

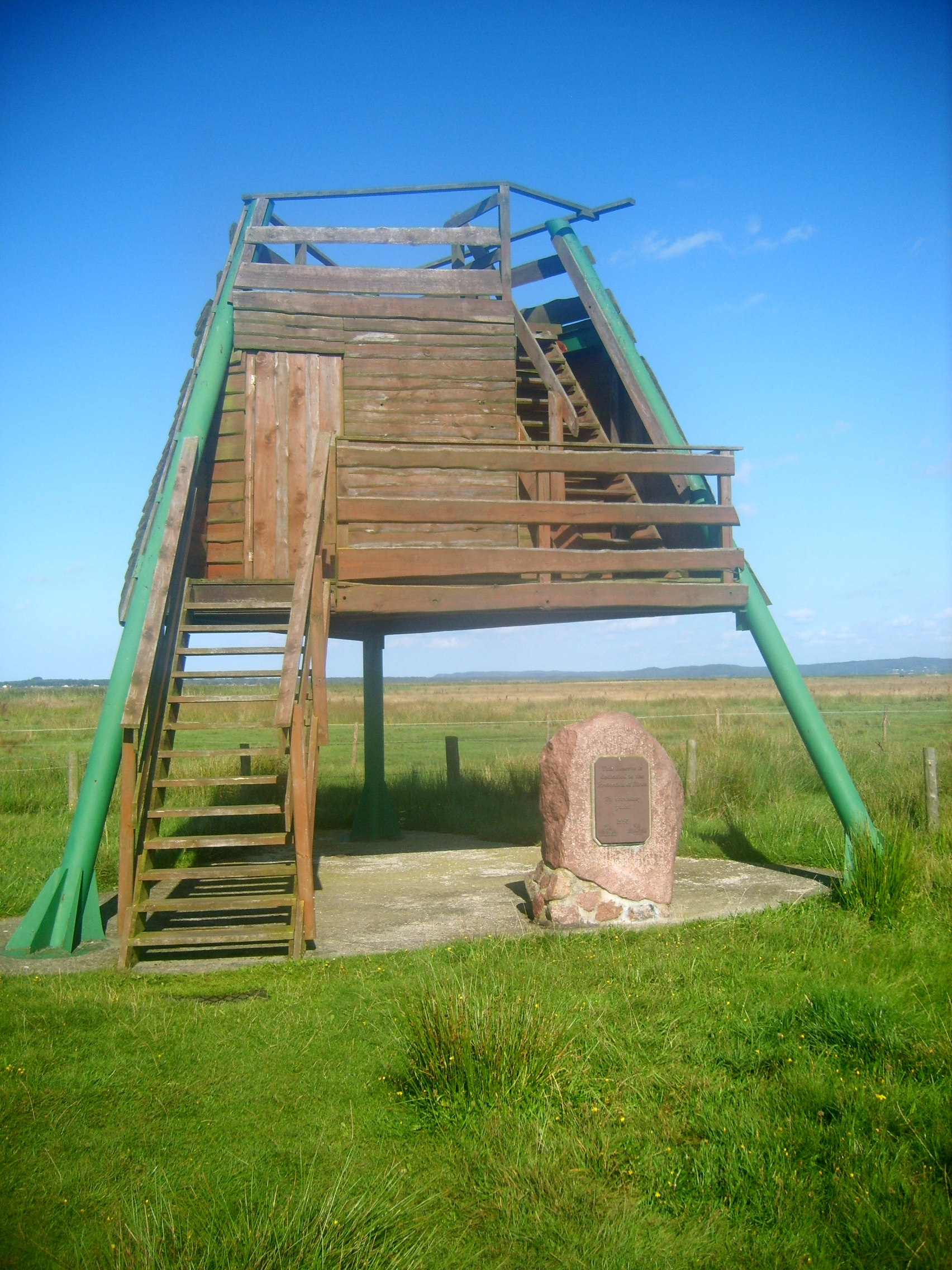
Wieża widokowa
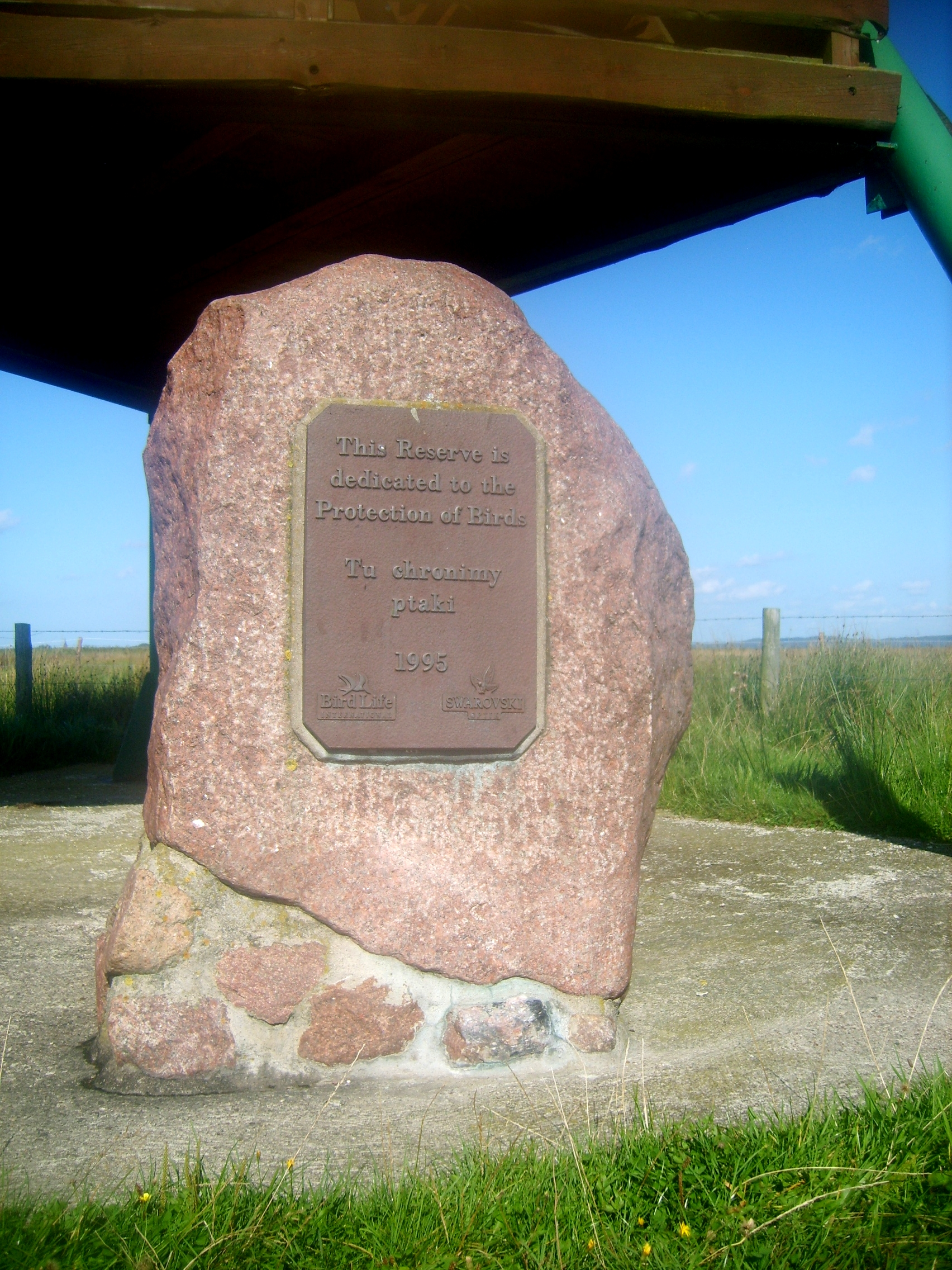
Kamienna Tablica
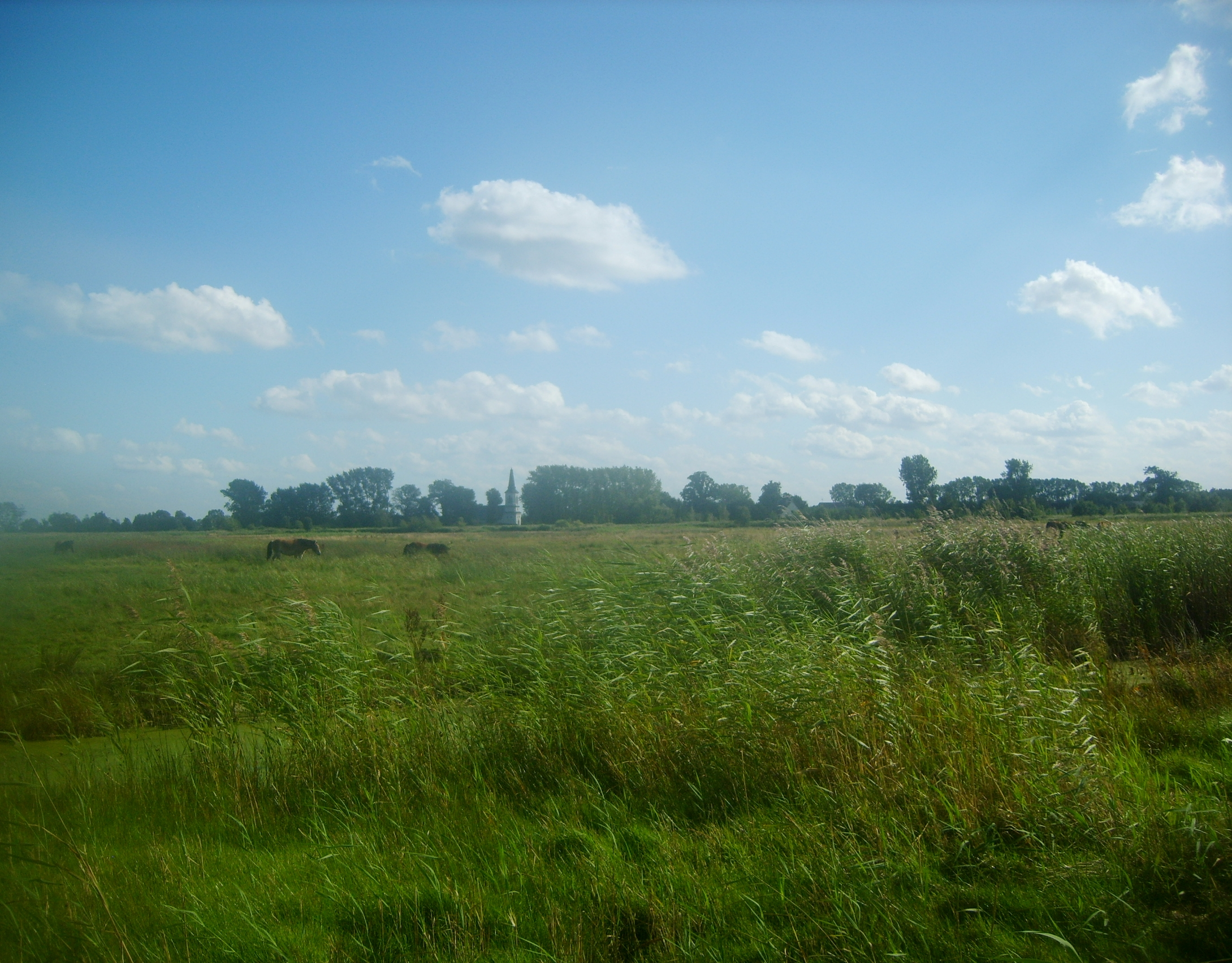
Wypas koni
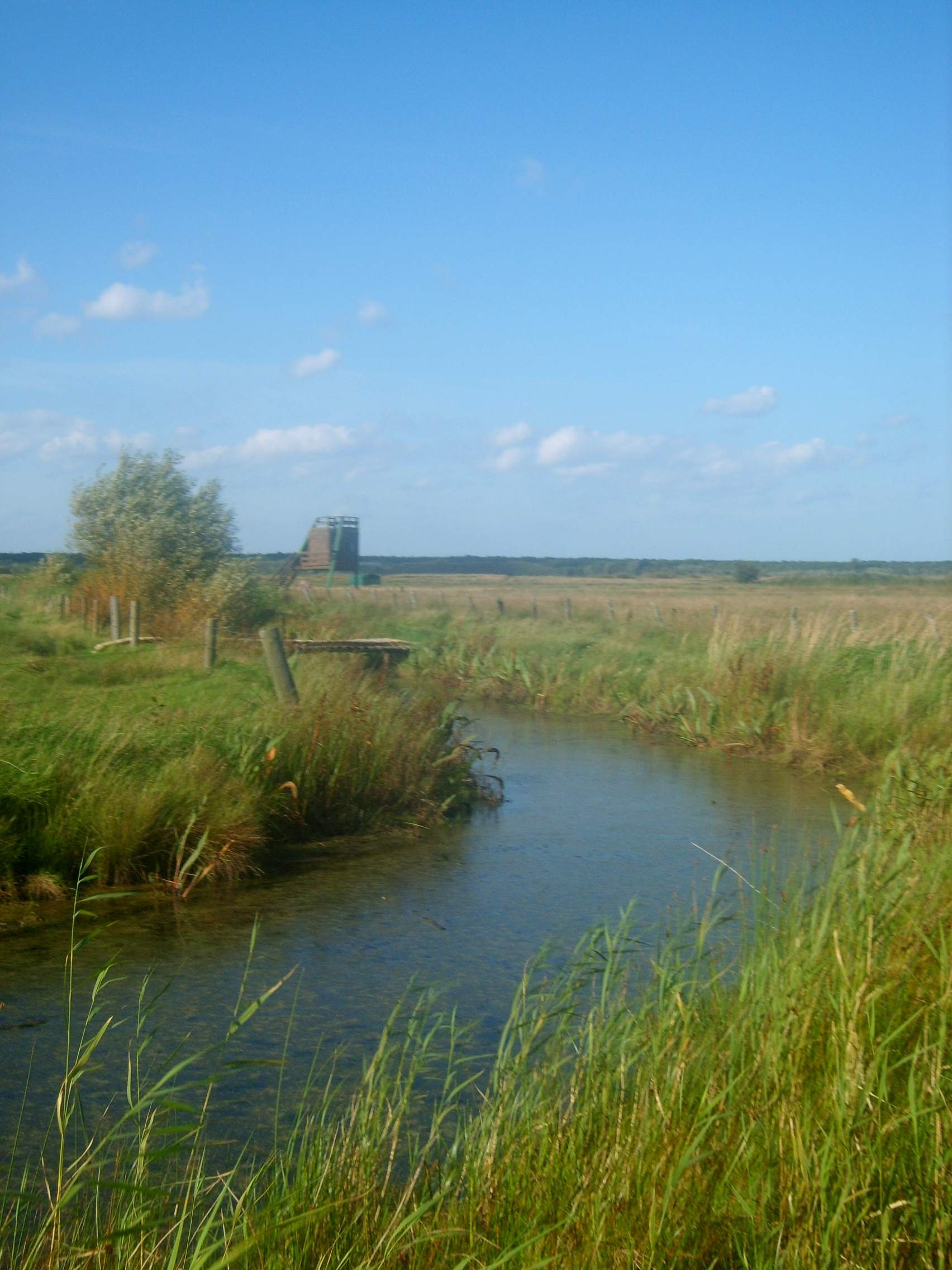